# Уэрик, Роберт
Роберт Уэрик (англ. Robert J. Weryk; род. 1981) — канадский астроном и физик.

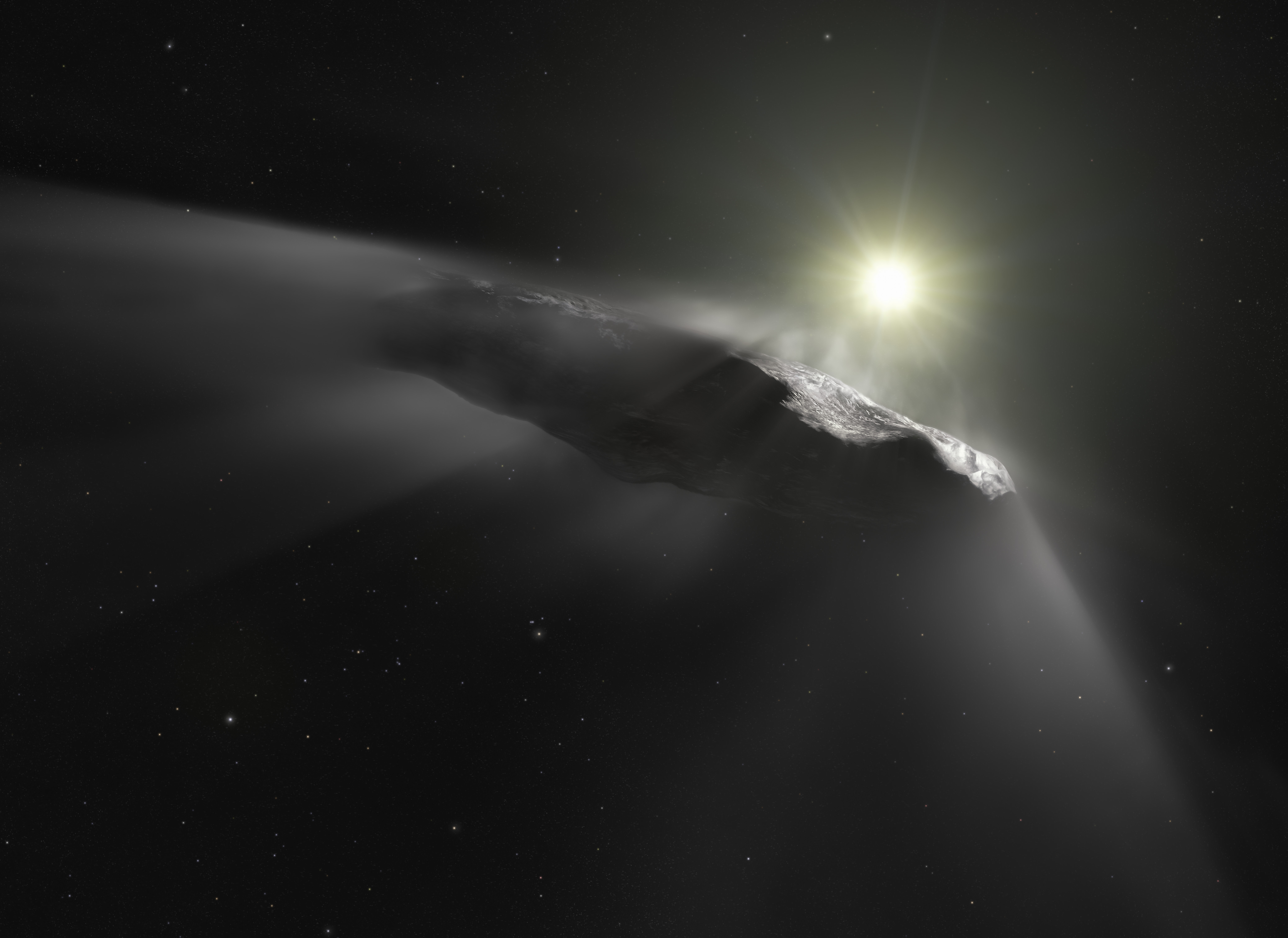
Межзвёздный астероид `Oumuamua в представлении художника

В Гавайском университете в Маноа он открыл первый известный межзвёздный объект, 'Oumuamua. Он также опубликовал многочисленные статьи о метеорах и на другие астрономические темы.